# Faux Policiers
Pour plus de détails, voir Fiche technique et Distribution.
Faux Policiers (The Secret Place) est un film britannique réalisé par Clive Donner, sorti en 1957.

## Synopsis
A Londres dans l'East End, Freddie Haywood, le fils d'un policier, est un adolescent qui a le béguin pour la jolie Molly Wilson, une jeune femme d'une vingtaine d'années qui tient le kiosque à journaux. Molly est flattée de cette attention, mais elle ne prend pas Freddie au sérieux, de plus son affection va à son fiancé, Gerry Carter.
Mike, le frère de Molly, est mécanicien chez un vendeur de voitures, la couverture d'une bande de criminels dirigée par Gerry et son frère Steve qui préparent un vol de diamants. Celui qui devait leur servir de chauffeur les abandonne, ne leur trouvant pas assez d'expérience pour réussir. De plus, un de leurs contacts qui devait leur fournir un uniforme de policier leur fait faux bond. Mike suggère qu'il pourrait obtenir cet uniforme par Freddie, et Gerry persuade Molly de les aider. Elle demande à Freddie de lui prêter l'uniforme, lui faisant croire que c'est pour faire une plaisanterie. Prudent, mais désireux de plaire à Molly, Freddie accepte. La veille du vol, Gerry emmène Molly voir de nouveaux immeubles en construction destinés à remplacer ce qui a été bombardé dans le quartier. Là-bas, il la demande en mariage.
Le jour dit, Freddie leur donne l'uniforme de son père, et Gerry recrute un nouveau venu, Paddy, pour leur servir de chauffeur. Steve et Gerry se déguisent pour se faire passer pour un inspecteur et un policier. Le plan fonctionne et ils volent pour 60 000 £ de diamants. Mais, de retour au garage, leur receleur refuse de prendre les diamants tels quels et leur dit qu'ils devront attendre le lendemain pour trouver quelqu'un capable de les dessertir. D'accord sur le fait que les diamants ne peuvent être cachés au garage ou chez l'un d'eux, le gang force Mike à les prendre chez lui.
Chez Mike, Gerry cache les diamants dans le tourne-disques de Molly. Lorsqu'elle arrive chez elle, elle donne l'appareil à Freddie pour le remercier de lui avoir prêté l'uniforme. Une fois Freddie parti, elle découvre où les diamants avaient été cachés. Elle lui rend visite immédiatement, mais Freddie commence à avoir des soupçons, surtout après avoir vu Molly cacher un article de journal relatant le vol. Blessé dans son amour-propre, il jette l'électrophone par terre et découvre les diamants parmi les morceaux.
Le lendemain, Gerry annonce qu'il a trouvé quelqu'un pour travailler les diamants. Pensant que Freddie ne sait rien à leur sujet, il lui rend visite en prétendant que Molly a besoin de son appareil. Freddie lui rend les morceaux et Gerry réalise que les diamants ne sont plus là. Il menace l'adolescent de le faire chanter, lui suggérant que son père pourrait être arrêté comme complice du vol à cause de son uniforme. Molly essaie de convaincre Freddie qu'elle ne savait pas comment on avait utilisé son électrophone, mais il continue de refuser de l'aider. Il écrit même une lettre anonyme à la police et se glisse hors de chez lui sans se faire voir du gang. Il cache les bijoux dans les décombres, mais il est aperçu par Paddy qui le pourchasse avec Gerry à travers Londres.
Freddie rend les diamants à Paddy et Gerry, mais quand Molly arrive brusquement il en profite pour les récupérer et s'enfuir. Gerry le poursuit sur le site en construction, suivi par Molly, désemparée. Bien caché, il échappe aux recherches de Gerry, mais il révèle sa cachette en prévenant Molly qui allait tomber dans une cage d'ascenseur. Il s'enfuit en escaladant des échafaudages mais il laisse tomber les diamants, qui tombent aux pieds de Molly. Forcée de choisir entre son fiancé et le garçon, elle décide d'aider Freddie. Le jeune homme arrive à retrouver la police quand celle-ci arrive sur les lieux. Il retrouve son père et les diamants sont rendus.

## Fiche technique
- Titre original : The Secret Place
- Titre français : Faux Policiers
- Réalisation : Clive Donner
- Scénario : Linette Perry
- Direction artistique : Michael Stringer
- Décors : Vernon Dixon
- Costumes : Margaret Furse
- Photographie : Ernest Steward
- Son : C.C. Stevens, William Daniels
- Montage : Peter Bezencenet
- Musique : Clifton Parker
- Production exécutive : Earl St. John
- Production : John Bryan
- Production associée : Anthony Perry
- Société de production : The Rank Organisation
- Société de distribution : J. Arthur Rank Film Distributors
- Pays d'origine :  Royaume-Uni
- Langue originale : anglais
- Format : Noir et blanc  — 35 mm — 1,66:1 — son mono
- Genre : Film policier
- Durée : 98 minutes
- Dates de sortie : 
  - Royaume-Uni : 6 février 1957
  - France : 12 novembre 1957

## Distribution
- Belinda Lee : Molly Wilson
- Ronald Lewis : Gerry Carter
- Michael Brooke : Freddie Haywood
- Michael Gwynn : Steve Waring
- Geoffrey Keen : M. Haywood
- David McCallum : Mike Wilson
- Maureen Pryor : Mme Haywood
- George Selway : Paddy
- George A. Cooper : Harry